# Tetrosomus stellifer
Tetrosomus stellifer is een  straalvinnige vis uit de familie van de koffervissen (Ostraciidae). De wetenschappelijke naam van de soort is, als Ostracion stellifer, voor het eerst geldig gepubliceerd in 1801 door Marcus Elieser Bloch & Johann Gottlob Schneider.